# Girls' Generation (álbum de 2011)
Girls' Generation es el álbum debut homónimo en japonés y octavo en su totalidad del grupo de chicas surcoreano Girls' Generation, publicado por Nayutawave Records y Universal Music Japan el 1 de junio de 2011. Una reedición del álbum, The Boys, fue lanzada el 28 de diciembre de 2011.
Para promocionar el álbum, Girls' Generation se embarcó en su primera gira de conciertos en Japón, The First Japan Arena Tour. Además, el álbum también ocupa el puesto 18 en la lista de los 20 mejores álbumes pop de 2011 de la revista Spin, y convierte a Girls' Generation en el álbum más vendido y mejor clasificado anualmente logrado hasta ahora por un grupo coreano en la historia de Oricon.
Con la ayuda de su álbum reeditado, el álbum ha vendido oficialmente más de 1 millón de copias a partir del 11 de enero de 2012. En junio de 2012, el álbum obtuvo la certificación "Million" de la Recording Industry Association of Japan (RIAJ), lo que convierte al grupo en el segundo artista coreano y el primer grupo coreano en conseguir este logro en Japón desde el álbum Best of Soul de su compañera de sello coreana BoA en 2005.

## Antecedentes y lanzamiento
Tras lanzar tres sencillos en el mercado japonés, incluyendo "Genie", "Gee", y "Mr. Taxi/Run Devil Run", Girls' Generation lanzó su primer álbum de estudio japonés Girls' Generation el 1 de junio de 2011.
El 11 de agosto se estrenó un vídeo musical para el tema "Bad Girl". Otros temas del álbum, "Mr. Taxi" y "Let It Rain", se utilizaron como música de fondo para varias versiones del CF de Girls' Generation con Té Lipton. Girls' Generation se convirtió en el artista extranjer con mayores ingresos en Japón durante el primer semestre de 2011.
El 28 de diciembre, el grupo lanzó una versión reeditada del álbum, Re:package Album "Girls' Generation" ~The Boys~. Incluye una versión japonesa de su éxito internacional "The Boys", y versiones remezcladas de "The Great Escape", "Bad Girl", "Mr.Taxi", y una nueva canción "Time Machine". El vídeo musical de "Time Machine" se estrenó el 13 de marzo de 2012.

## Promoción
El 7 de marzo de 2011 se anunció que Girls' Generation se embarcaría en su primera gira nacional por Japón a partir del 18 de mayo de 2011 en el Estadio Nacional Yoyogi de Tokio, con un total de 7 paradas en Tokio, Nagoya, Osaka y Fukuoka. El inicio de la gira se pospuso al 31 de mayo de 2011, debido al terremoto y tsunami de Tōhoku de 2011. Debido a la abrumadora demanda, con hasta 300.000 solicitantes pidiendo entradas, se añadieron paradas adicionales a la gira. La gira fue bautizada como The First Japan Arena Tour.

## Recepción critica
Girls' Generation recibió críticas entre positivas y mixtas por parte de la crítica musical. James Hadfield, que escribió para la edición japonesa de Time Out, lo elogió como un álbum "cohesivo" y consideró el disco como una "mejora" respecto a los anteriores lanzamientos coreanos del grupo. Hadfield también calificó Girls' Generation como uno de los mejores álbumes de J-pop.
El editor de Spin Chuck Eddy eligió "Bad Girl" como canción destacada del álbum, calificándola de "exagerada" y "Latin-freestyle-emoted". Escribiendo para la misma revista, Charles Aaron situó a Girls' Generation en el número 18 de la lista de Spin de los 20 mejores álbumes pop de 2011; elogió el disco como una colección de "temas dance más que terroríficamente sofisticados" y eligió "Run Devil Run" como tema destacado.

## Rendimiento comercial
Los pedidos anticipados comenzaron en diferentes tiendas electrónicas. En Amazon Japón, la edición de lujo se vendió muy bien y ascendió rápidamente al nº 1 de la lista de pedidos anticipados, mientras que la edición limitada ocupó el 7º puesto. En varias tiendas de álbumes japonesas, Girls' Generation fue el álbum nº 1 con más de 300.000 unidades previstas.
El álbum encabezó la Oricon Daily Album Chart en primer lugar el 1 de junio con un recuento de ventas de 74.000 copias, lo que convirtió a Girls' Generation en el primer grupo de chicas extranjero en encabezar la lista en la fecha de lanzamiento. Según Oricon, el álbum vendió 232.000 copias en la primera semana y se colocó en el primer puesto de la Oricon Weekly Album Chart, superando el récord de ventas de álbumes debut en la primera semana para un artista extranjero, récord que hasta entonces ostentaba su compañera de sello SM Entertainment BoA con Listen to My Heart. Un mes después del lanzamiento del álbum, Oricon informó de unas ventas totales de 250.000 copias. El álbum se colocó segundo en la Oricon Monthly Album Chart del mes de junio y se convirtió en el 5º álbum más vendido de 2011 en Japón según el Oricon Album Rankings.
El 19 de diciembre de 2011, Oricon informó de que Girls' Generation vendió más de 642.054 copias en el año natural 2011 para situarse en el 5º puesto de la Oricon Yearly Album Chart. Esto superó el récord anterior de 7º puesto y 569.530 copias vendidas de su compañero de sello SM Entertainment TVXQ, Best Selection 2010, y convierte a Girls' Generation en el álbum más vendido y mejor clasificado anualmente logrado hasta ahora por un grupo coreano en la historia de Oricon. El 8 de junio de 2012, la RIAJ certificó el álbum "Million" por haber despachado más de un millón de copias.
El álbum se situó en el 5º puesto de la lista Oricon Weekly CD Albums de la segunda semana de enero de 2012, y Oricon anunció que era la primera vez en la historia que un álbum de un artista coreano se colocaba en el Top 10 durante 17 semanas. El anterior poseedor del récord era la banda sonora original del drama coreano Winter Sonata, que permaneció en el Top 10 durante 16 semanas.

## Ediciones
El álbum se publicó originalmente en tres ediciones diferentes: Deluxe Limited First Press Edition, Limited Pressing Edition y la Regular Edition. Posteriormente se lanzó una reedición.
- Deluxe Limited First Press Edition viene con un DVD extra que incluye las versiones original y de baile del vídeo musical de "Mr. Taxi", además de los vídeos musicales japoneses de "Genie" y "Gee", un fotolibro de 40 páginas, una mini bolsa que viene en una caja especial.
- La edición limitada se presenta en un estuche con un libro de fotos de 32 páginas y un DVD adicional con el mismo contenido que la edición limitada de lujo, excepto la versión dance de "Mr.
- La edición normal se presenta en un estuche estándar con un folleto de sólo las letras de las canciones.

El álbum se reeditó más tarde con el nombre de Re:package Album "Girls' Generation" ~The Boys~' y se publicó en tres ediciones: una Edición Normal con un libreto de sólo letras, una Edición Limitada con un fotolibro de 36 páginas, un DVD adicional con los vídeos musicales de "Bad Girl" y "The Boys" (versión inglesa) más dos posavasos de goma y una Edición Limitada con el mismo fotolibro, DVD adicional y un estuche de la edición limitada, pero con dos pósters de tamaño B2.

## Sencillos
Genie es el título oficial del debut en Japonés. Fue el primer sencillo japonés lanzado por Girls' Generation el 8 de septiembre de 2010, en Japón. Se rodó una nueva versión del vídeo musical para acompañar a la versión japonesa, y el teaser se lanzó el 19 de agosto de 2010. El 26 de agosto de 2010 se publicó el vídeo musical completo. La canción alcanzó el nº 5 en Oricon Charts el día de su lanzamiento. La canción alcanzó el #2 el 11 de septiembre de 2010. La canción se lanzó en tres ediciones, dos CD+DVD (primera prensa y normal), y una edición CD Only. La edición CD+DVD de primera prensa incluye un fotolibro especial y una tarjeta fotográfica aleatoria (1 de 9). El sencillo incluye también la versión coreana de "Tell Me Your Wish (Genie)".
Girls' Generation también tuvo éxito en Japón con su segundo sencillo japonés 'Gee". Obtuvieron el segundo puesto y se coronaron como el primer grupo de chicas extranjero en alcanzar el número 1 de la lista. La canción ocupó el puesto cincuenta y siete en la lista Japan Hot 100 de fin de año de 2010. El 20 de abril de 2011, las chicas añadieron otro logro a su cinturón como el RIAJ (Recording Industry Association of Japan) sitio web actualizado sus gráficos que muestran que SNSD's Chaku Uta Full (tonos de llamada) descargas para "Gee" fue doble platino. La RIAJ certifica Platino cuando se mueven 250.000 unidades, por lo que Doble Platino significaría que las chicas tuvieron más de 500.000 descargas para "Gee"..

## Lista de Canciones
Créditos adaptados de Naver

| Girls' Generation |                                    |                        |          |  |
| N.º               | Título                             | Arreglos               | Duración |  |
| 1.                | «Mr. Taxi»                         | ja                     | 3:33     |  |
| 2.                | «Genie» (Japanese version)         | ko                     | 3:42     |  |
| 3.                | «You-aholic»                       | ja                     | 3:29     |  |
| 4.                | «Run Devil Run» (Japanese version) | Michael Busbee         | 3:21     |  |
| 5.                | «Bad Girl»                         | Hiro (Digz Inc.)       | 3:44     |  |
| 6.                | «Beautiful Stranger»               | Hiro (Digz Inc.)       | 2:42     |  |
| 7.                | «I'm in Love with the Hero»        | Leah Haywood           | 2:48     |  |
| 8.                | «Let It Rain»                      | Hiro (Digz Inc.)       | 3:40     |  |
| 9.                | «Gee» (Japanese version)           | E-Tribe                | 3:21     |  |
| 10.               | «The Great Escape»                 | ja                     | 3:49     |  |
| 11.               | «Hoot» (Japanese version)          | Alex James (Alex Read) | 3:17     |  |
| 12.               | «Born to Be a Lady»                | Shelly Peiken          | 3:56     |  |
| 41:22             |                                    |                        |          |  |

| Re:package Album "Girls' Generation" ~The Boys~ (CD) |                                           |                             |          |  |
| N.º                                                  | Título                                    | Arreglos                    | Duración |  |
| 1.                                                   | «The Boys» (Japanese version)             | Taesung Kim (Iconic Sounds) | 3:51     |  |
| 2.                                                   | «The Great Escape» (Brian Lee remix)      | Brian Lee                   | 4:57     |  |
| 3.                                                   | «Bad Girl» (The Cataracs remix – con Dev) | The Cataracs                | 4:30     |  |
| 4.                                                   | «Time Machine»                            | Hiro (Digz Inc.)            | 3:58     |  |
| 5.                                                   | «Mr. Taxi»                                | ja                          | 3:33     |  |
| 6.                                                   | «Genie» (Japanese version)                | ko                          | 3:42     |  |
| 7.                                                   | «Gee» (Japanese version)                  | E-Tribe                     | 3:21     |  |
| 8.                                                   | «I'm in Love with the Hero»               | Leah Haywood                | 2:48     |  |
| 9.                                                   | «Hoot» (Japanese version)                 | Alex James (Alex Read)      | 3:17     |  |
| 10.                                                  | «Let It Rain»                             | Hiro (Digz Inc.)            | 3:40     |  |
| 11.                                                  | «Beautiful Stranger»                      | Hiro (Digz Inc.)            | 2:42     |  |
| 12.                                                  | «You-aholic»                              | ja                          | 3:29     |  |
| 13.                                                  | «Run Devil Run» (Japanese version)        | Michael Busbee              | 3:21     |  |
| 14.                                                  | «Born to Be a Lady»                       | Shelly Peiken               | 3:56     |  |
| 15.                                                  | «Mr. Taxi» (Steve Aoki remix)             | Steve Aoki                  | 5:08     |  |
| 56:13                                                |                                           |                             |          |  |

| Girls' Generation DVD (Limited Period Edition) |                                     |          |  |
| N.º                                            | Título                              | Duración |  |
| 1.                                             | «Mr. Taxi» (Original version)       |          |  |
| 2.                                             | «Genie» (Japanese original version) |          |  |
| 3.                                             | «Gee» (Japanese original version)   |          |  |

| Girls' Generation DVD (Deluxe First Press Edition) |                                     |          |  |
| N.º                                                | Título                              | Duración |  |
| 1.                                                 | «Mr. Taxi» (Original version)       |          |  |
| 2.                                                 | «Mr. Taxi» (Dance version)          |          |  |
| 3.                                                 | «Genie» (Japanese original version) |          |  |
| 4.                                                 | «Gee» (Japanese original version)   |          |  |

| Re:package Album "Girls' Generation" ~The Boys~ (DVD) |                              |          |  |
| N.º                                                   | Título                       | Duración |  |
| 1.                                                    | «The Boys» (English version) |          |  |
| 2.                                                    | «Bad Girl»                   |          |  |

## Charts

### Weekly charts
| Chart (2011)      | Peak position |
| ----------------- | ------------- |
| Japón (Oricon)    | 1             |
| Japón (Billboard) | 1             |
| Taiwán (G-Music)  | 1             |

| Chart (2012)                            | Peak position |
| --------------------------------------- | ------------- |
| Japón (Oricon)                          | 2             |
| Japón (Billboard) Reissue The Boys      | 5             |
| Corea del Sur (Gaon) Reedición The Boys | 62            |

### Year-end charts
| Chart (2011)      | Position |
| ----------------- | -------- |
| Japón (Oricon)    | 5        |
| Japón (Billboard) | 3        |

| Chart (2012)                            | Position |
| --------------------------------------- | -------- |
| Japón (Oricon)                          | 25       |
| Japón (Billboard)                       | 89       |
| Japón (Billboard) Reedición The Boys    | 65       |
| Corea del Sur (Gaon) Reedición The Boys | 95       |

## Historial de Lanzamiento
| Región        | Fecha                   | Formatos         | Edición                       | Distribuidor       | Ref.   |
| ------------- | ----------------------- | ---------------- | ----------------------------- | ------------------ | ------ |
| Japón         | 1 de junio de 2011      | CD               | Standard                      | Nayutawave Records | [ 39 ] |
| Japón         | 1 de junio de 2011      | CD + DVD         | Standard                      | Nayutawave Records | [ 40 ] |
| Japón         | 1 de junio de 2011      | Descarga digital | Standard                      | Nayutawave Records | [ 41 ] |
| Corea del Sur | 13 de julio de 2011     | CD               | Standard                      | SM Entertainment   | [ 42 ] |
| Japón         | 28 de diciembre de 2011 | CD               | Reedición (titulada The Boys) | Nayutawave Records | [ 43 ] |
| Japón         | 28 de diciembre de 2011 | CD + DVD         | Reedición (titulada The Boys) | Nayutawave Records | [ 44 ] |